# Andreas Anton

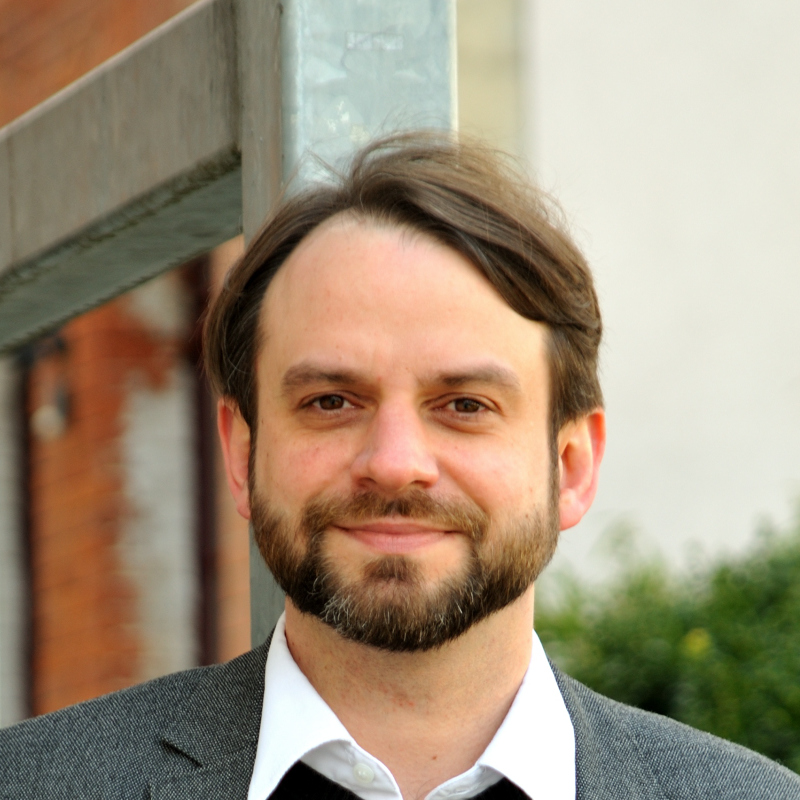
Andreas Anton (2021)

Andreas Anton (* 13. November 1983 in Villingen-Schwenningen) ist ein deutscher Soziologe und Politiker (FDP).

## Leben
Andreas Anton studierte Soziologie, Geschichtswissenschaft und Kognitionswissenschaft an der Albert-Ludwigs-Universität in Freiburg. Er promovierte zum Dr. phil. im DFG-Projekt Im Schatten des Szientismus. Zum Umgang mit heterodoxen Wissensbeständen, Erfahrungen und Praktiken in der DDR. Seit 2017 ist er wissenschaftlicher Mitarbeiter am Institut für Grenzgebiete der Psychologie und Psychohygiene. Darüber hinaus ist er Lehrbeauftragter des Institutes für Soziologie der Universität Freiburg und seit Juli 2023 Honorary Fellow der University of Durham.
Seine Arbeitsgebiete sind Wissens-, Medien-, Kultur- und Gesundheitssoziologie, Methoden qualitativer und quantitativer Sozialforschung.
Aktuelle Forschungsinteressen sind: Soziologische und historische Fragestellungen zu Themen der Parapsychologie und Anomalistik / Entstehung, Verbreitung und gesellschaftliche Bedeutung heterodoxer Wissensbestände, Erfahrungen und Praxisformen / soziologische Analysen von Verschwörungstheorien sowie kultur- und sozialwissenschaftliche Aspekte der SETI-Forschung (Exosoziologie).
Anton ist Mitglied der FDP. Von 2011 bis 2015 war er Bezirksvorsitzender der Jungen Liberalen in Südbaden. Seit 2017 ist er Vorsitzender des FDP-Ortsvereins Trossingen. Bei der Bundestagswahl 2021 war er Direktkandidat der FDP im Wahlkreis Rottweil – Tuttlingen. Er erzielte mit 16,8 % der Erststimmen das bundesweit zweitbeste Ergebnis aller FDP-Kandidaten und mit 18,1 % das bundesweit beste Zweitstimmenergebnis für die FDP. Mit Platz 33 der Landesliste bestand jedoch keine realistische Aussicht auf einen Einzug in den Bundestag. Seit Juli 2023 ist Anton Beisitzer im Landesvorstand der FDP Baden-Württemberg. Bei den Kommunalwahlen in Baden-Württemberg im Juni 2024 wurde Anton in den Gemeinderat der Stadt Trossingen und in den Kreistag des Landkreises Tuttlingen gewählt. Seit September 2024 ist er Vorsitzender des FDP-Kreisverbandes Tuttlingen. Bei der Bundestagswahl 2025 war er erneut Direktkandidat der FDP im Wahlkreis Rottweil – Tuttlingen.

## Familie
Andreas Anton ist Vater von drei Söhnen. Er ist ein Enkel des Schriftstellers Herbert Walz. Der Saxofonist Matthias Anton ist sein älterer Bruder.

## Veröffentlichungen (Auswahl)
- Unwirkliche Wirklichkeiten. Zur Wissenssoziologie von Verschwörungstheorien. (Reihe: PeriLog. Freiburger Beiträge zur Kultur- und Sozialforschung.) Logos, Berlin 2011.
- als Hrsg. mit Michael Schetsche: Diesseits der Denkverbote. Bausteine für eine reflexive UFO-Forschung. Lit-Verlag, Berlin 2013, ISBN 978-3-643-12039-7.
- als Hrsg. mit Michael Schetsche und Michael K. Walter: Konspiration. Soziologie des Verschwörungsdenkens. Springer VS, Wiesbaden 2013, ISBN 978-3-531-19323-6.
- Das Paranormale im Sozialismus. Zum Umgang mit heterodoxen Wissensbeständen, Erfahrungen und Praktiken in der DDR. Logos, Berlin 2018.
- mit Michael Schetsche: Die Gesellschaft der Außerirdischen. Einführung in die Exosoziologie. Springer VS, Wiesbaden 2019, ISBN 978-3-658-21864-5.
- mit Michael Schetsche: Sie sind da. Wie der Erstkontakt mit Aliens unsere Gesellschaft verändern könnte – Ein Gedankenexperiment. Komplett-Media, München 2020, ISBN 978-3-8312-0550-9.
- als Hrsg. mit Michael Schetsche: Intersoziologie. Menschliche und nichtmenschliche Akteure in der Sozialwelt. Beltz Juventa, Weinheim 2020, ISBN 978-3-7799-6207-6.
- mit Alan Schink: Der Kampf um die Wahrheit. Verschwörungstheorien zwischen Fake, Fiktion und Fakten. Komplett-Media, München 2021, ISBN 978-3-8312-0584-4.
- mit Michael Schetsche: Meeting the Alien. An Introduction to Exosociology. Springer VS, Wiesbaden 2023, ISBN 978-3-658-41317-0.

## Mitgliedschaften
- Deutsche Gesellschaft für Soziologie (Sektion Wissenssoziologie)
- Gesellschaft für Anomalistik e. V. (Vorstandsmitglied)
- Wissenschaftliche Gesellschaft zur Förderung der Parapsychologie e. V. (Vorstandsmitglied)
- Gesellschaft zur Erforschung des UFO-Phänomens e. V.
- Parapsychological Association
- Netzwerk Wissenssoziologische Diskursanalyse
- Mitinitiator des Forschungsnetzwerks extraterrestrische Intelligenz
- Deutsche astrobiologische Gesellschaft